# Hôtel Brûlart
L'Hôtel Brûlart est un hôtel particulier de la ville de Dijon situé dans son secteur sauvegardé. Il est un des nombreux hôtels particuliers de la place Bossuet.

## Histoire
L'hôtel Brûlart est classé au titre des monuments historiques par arrêté du 10 avril 1980 pour ses façades et toitures, son escalier et ses salons.